# Grand Prismatic Spring
La Grand Prismatic Spring (en català: "Gran Font Prismàtica") és una deu termal situada al Parc Nacional Yellowstone, als Estats Units. És la més gran dels Estats Units i la tercera del món. Es troba en la conca del Midway Geyser, a l'estat de Wyoming.

## Història
Els primers registres de la font prismàtica daten dels primers exploradors europeus. El 1839, un grup de caçadors de pells de la American Fur Company van creuar la conca de Midway Geyser i van registrar un "llac bullent", molt probablement es referien a la Gran Font Prismàtica, amb un diàmetre de 90 metres. El 1870, l'Expedició Washburn-Langford-Doane va visitar les aigües termals, i va assenyalar un guèiser proper de 15 metres (més tard anomenat Excelsior).

## Colors
Els colors vius en la font prismàtica són el resultat de bacteris pigmentats en les biopel·lícules que creixen al voltant de les vores de les aigües riques en minerals. El bacteri produeix colors que van del verd al vermell. El color blau profund de l'aigua al centre de la font és resultat del color intrínsec blau de l'aigua, conseqüència de l'absorció selectiva de l'aigua de longituds d'ona de llum vermella visible. Encara que aquest efecte és responsable de fer tots els grans cossos d'aigua blava, és particularment intens en la Gran Font Prismàtica a causa de l'alta puresa i la profunditat de l'aigua en el mitjà de la font.

## Estructura física
La font prismàtica fa aproximadament 80 metres per 90 metres de grandària i té 50 metres de profunditat. Les descàrregues de les aigües termals s'estima que són de 2.100 litres de 70 °C d'aigua per minut.

## Galeria

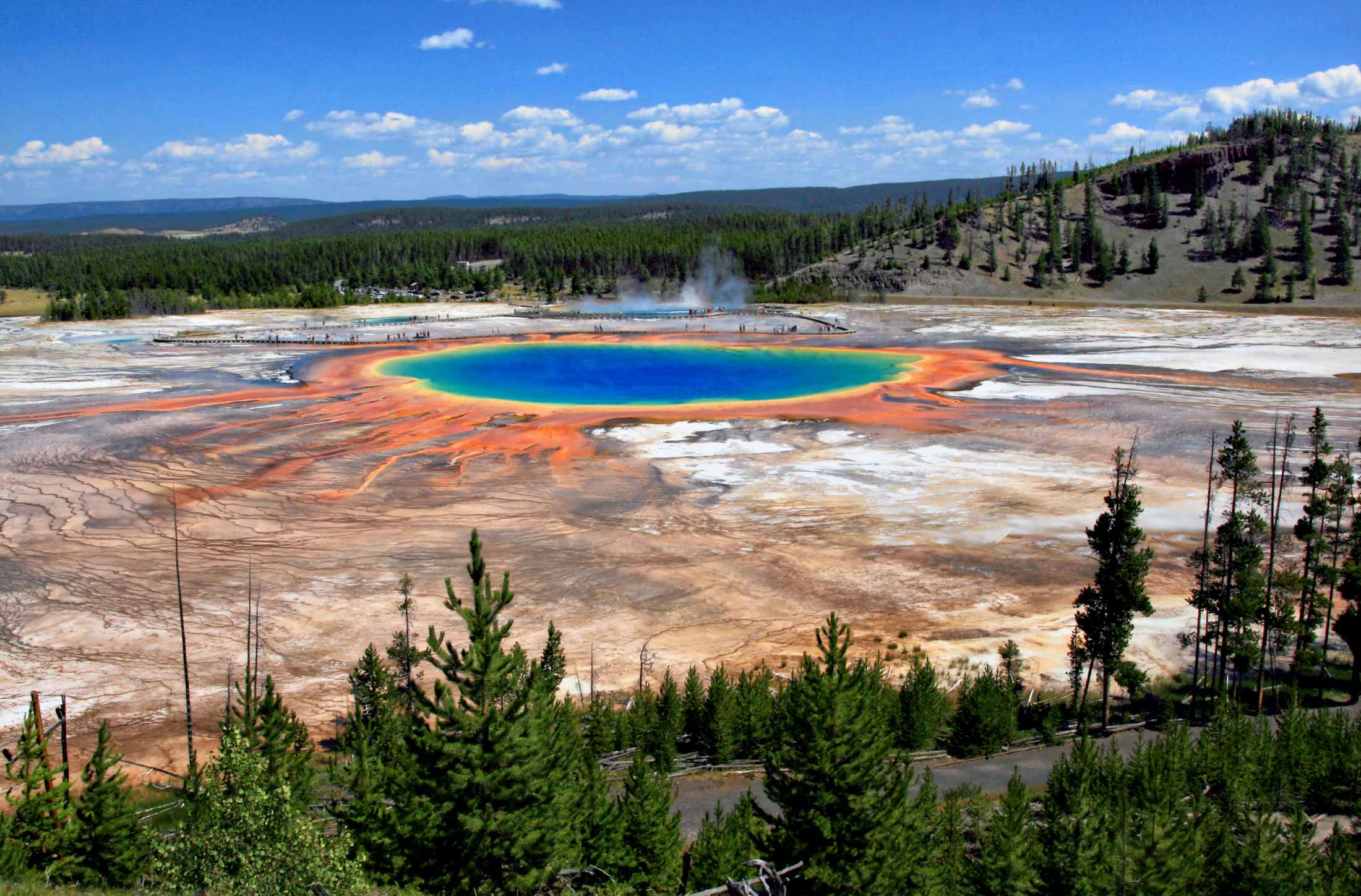
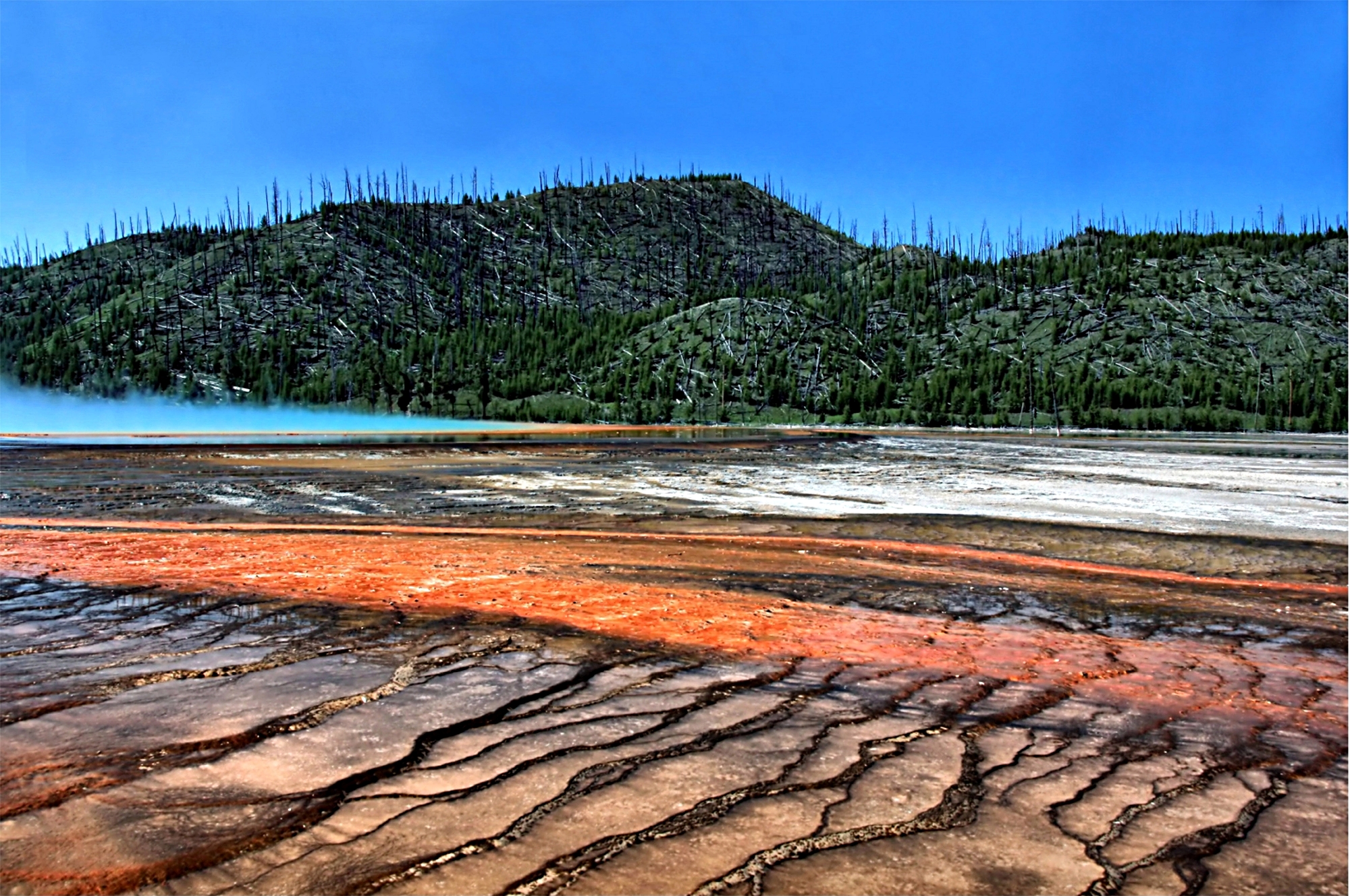
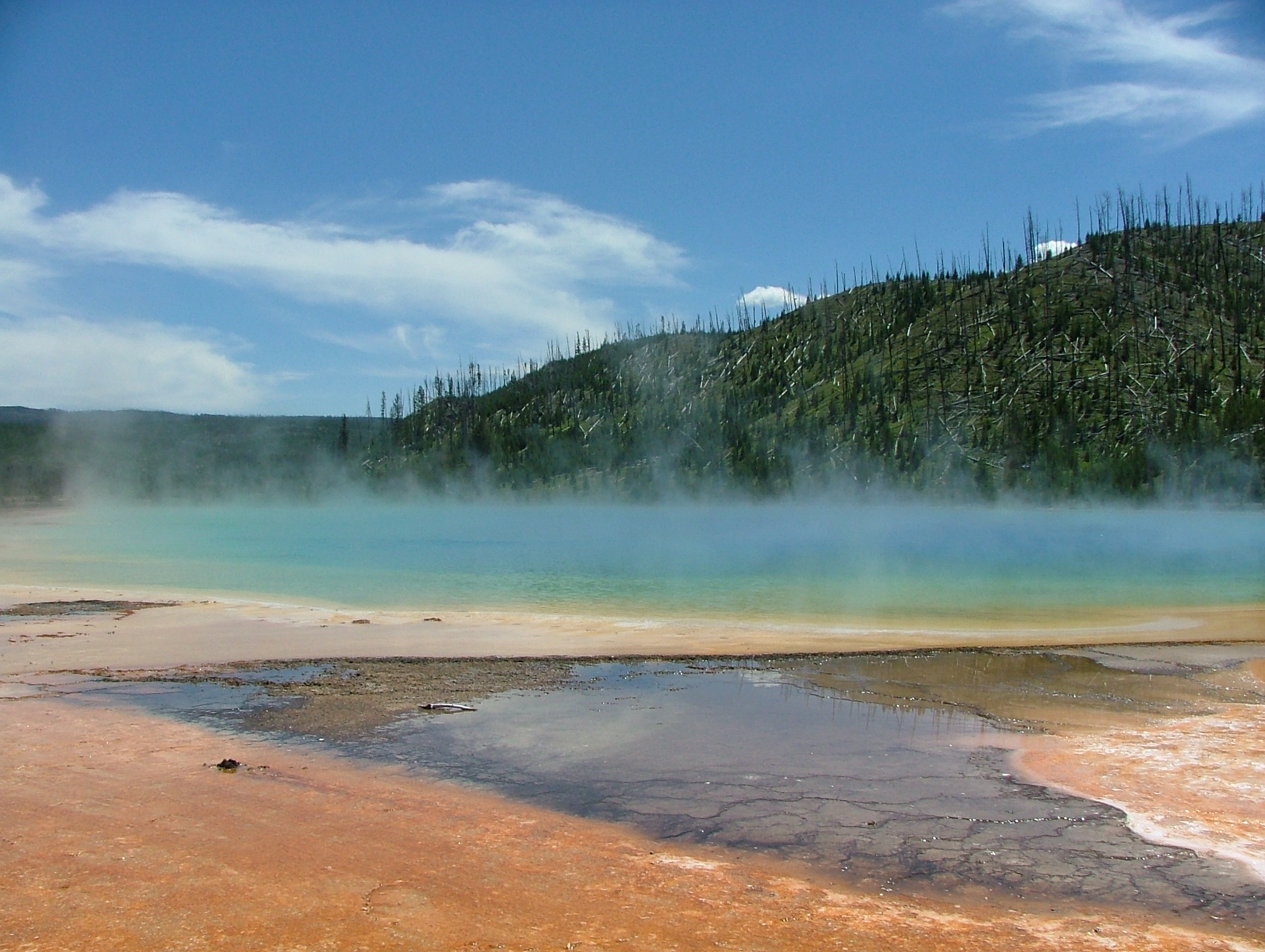
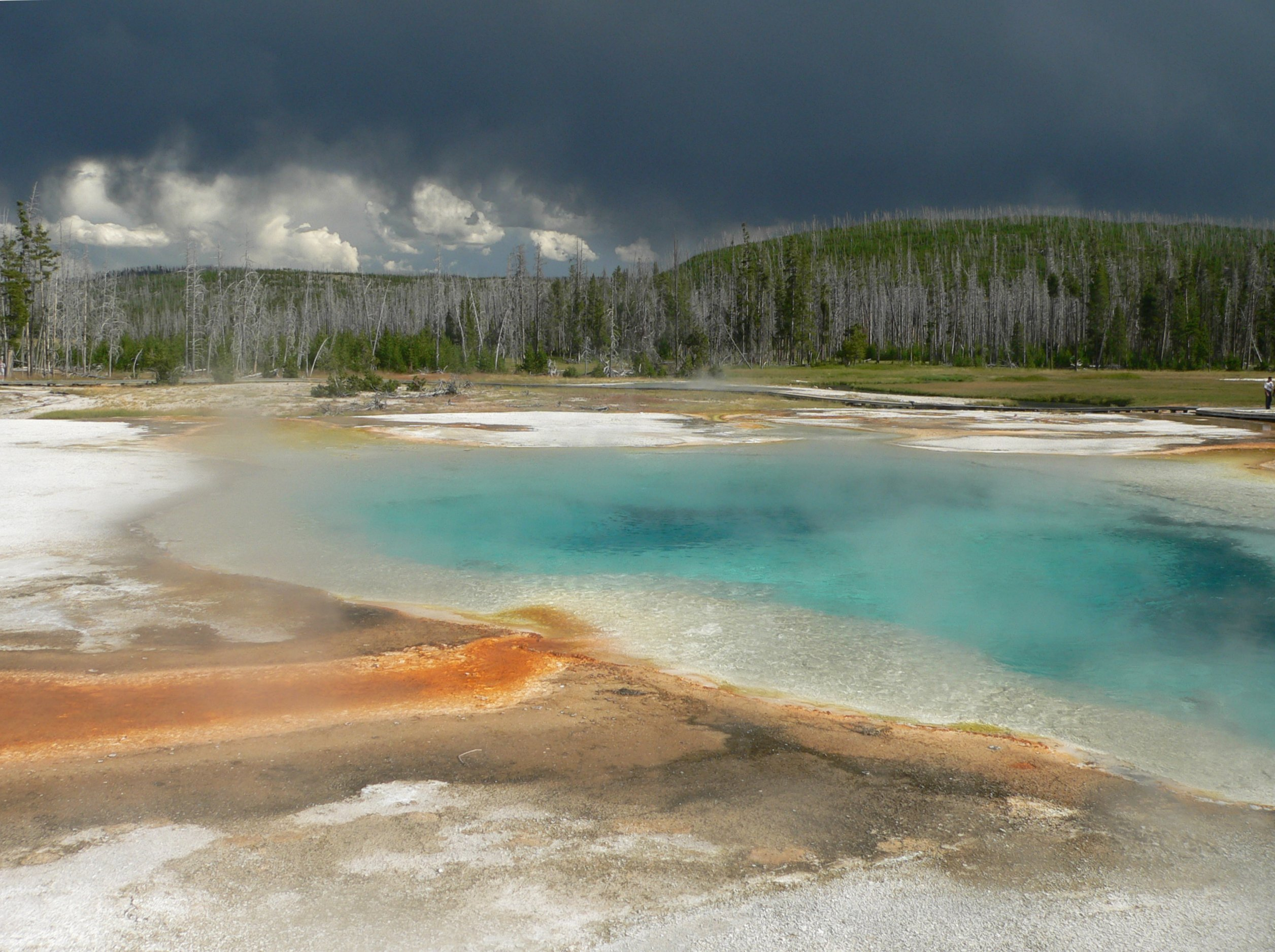